# علینقی منزوی
علینقی منزوی (زادهٔ ۲۳ تیر ۱۳۰۲ در سامرا – درگذشت ۲۷ مهر ۱۳۸۹ تهران) مؤلف، مورخ و مدرس بود. منزوی به همراه برادرش احمد منزوی از کتابشناسان ایران به‌شمار می‌روند.
علینقی منزوی افزون بر تألیف کتاب‌ها و مقاله‌های متعدد، مدت‌ها در تألیف لغت‌نامه دهخدا با علی‌اکبر دهخدا و محمد معین همکاری می‌کرد و چند سال در مرکز دائرةالمعارف بزرگ اسلامی در تهران به تحقیق مشغول بود و در آنجا عضویت افتخاری داشت.

## زندگی
علینقی منزوی در سال ۱۳۰۲ خورشیدی در خانواده‌ای روحانی در شهر سامرا در عراق به دنیا آمد. او بزرگ‌ترین پسر از چهار پسر آقا بزرگ تهرانی، دانشمند و عالم شیعی و مؤلف کتاب الذریعه بود که از مهم‌ترین دانشنامه‌های کتاب‌شناختی شیعه به‌شمار می‌رود.
تحصیلات حوزوی را در سامرا و نجف نزد اساتیدی چون میرزا حسن موسوی بجنوردی و میرزا باقر زنجانی و موسی خوانساری و میرزا محمد تهرانی عسکری به پایان برد. در نجف به پدر در تدوین کتاب الذریعه یاری رسانید و سه جلد آن را منتشر کرد. در زمان جنگ جهانی دوم به تهران آمد و در سال ۱۳۲۶ لیسانس معقول، در سال ۱۳۲۹ لیسانس دانشسرای عالی، در سال ۱۳۳۰ لیسانس قضایی دانشکده حقوق دانشگاه تهران را اخذ کرد. او در سال ۱۳۳۷ موفق به دریافت درجه دکتری در رشته الهیات از دانشگاه تهران شد و در سال ۱۳۵۱ دکتری فلسفه دانشگاه سن ژزف بیروت را نیز اخذ کرد.
در سال ۱۳۲۵ با سمت دبیر در دبیرستان مروی به خدمت دولت درآمد و از ۱۳۲۷ در جنب آن به همکاری با علی اکبر دهخدا مشغول شد. همکاری منزوی با لغتنامه دهخدا پس از فوت دهخدا همچنان با جانشین وی، محمد معین تا زمان مهاجرتش در ۱۳۴۵ ادامه یافت. در تمام این مدت او جزو چهار نفر اول هیئت مقابله فرهنگ دهخدا بود.
در سال ۱۳۳۸ از وزارت فرهنگ به دانشگاه تهران منتقل شد. آخرین سمت او تا قبل از مهاجرت در سال ۱۳۴۵ در شعبه فوق لیسانس دانشکده ادبیات دانشگاه تهران به جای معین بود. در همین سال‌ها مجلدات ۴ تا ۱۸ الذریعه و چندین قرن از طبقات اعلام الشیعه را با زحمت بسیار و با همان حقوق معلمی به چاپ رساند.
منزوی در دوران نهضت ملی شدن نفت، به تأثیر از برادر کوچکترش، محمدرضا منزوی، و به همراه جلال آل احمد، که پسرخاله او بود، عضو حزب توده ایران شد. ستوان یکم محمدرضا منزوی (متولد ۱۳۰۸ ش) عضو سازمان نظامی حزب توده ایران بود که پس از کودتای ۲۸ مرداد ۱۳۳۲ دستگیر و یازده ماه زندانی شد ولی به‌دلیل عدم کشف سازمان نظامی حزب توده تبرئه و آزاد گردید.
پس از کودتای ۲۸ مرداد، علی‌نقی منزوی نیز دو بار به زندان افتاد، پس از آن هم با اینکه تنها به فعالیت‌های فرهنگی اشتغال داشت، همچنان با تهدیدهای سازمان اطلاعات و امنیت (ساواک) رو به رو بود. سرانجام او در شهریور سال ۱۳۴۵ ایران را ترک کرد و به عراق و لبنان گریخت و به مدت ۹ سال در نجف و بیروت زندگی کرد. او تا سال ۱۳۵۴ در بیروت بود و در این سال‌ها بقیه مجلدات الذریعه پدر را با همکاری برادرش احمد منزوی در تهران منتشر کرد.
در سال ۱۳۵۴ در دوره سفارت منصور قدر در بیروت، با پادرمیانی دوستان بانفوذ خود، پرویز ناتل خانلری و علی دشتی به تهران بازگشت. علی دشتی با منزوی سابقه دوستی و روابط فرهنگی داشت و از وی در تهیه کتاب بیست و سه سال در نقد تاریخ صدر اسلام کمک گرفته بود.
منزوی پس از بازگشت به ایران در سال ۱۳۵۵/۱۳۵۴ خود را وقف کار علمی‌کرد و به همکاری با «بنیاد لغت‌نامه» و یاری به ادامه انتشار تألیفات پدر خود ادامه داد. همچنین او دوباره در دانشکده ادبیات به تدریس پرداخت که تا سال ۱۳۶۰ ادامه داشت.
پس از انقلاب اسلامی ایران (۱۳۵۷) در سال ۱۳۵۹ علی‌نقی منزوی  دستگیر شد، یکی از اتهامات منزوی تألیف کتاب بیست‌وسه سال (کتابی انتقادی دربارهٔ زندگی محمد پیامبر اسلام) بود که بر اثر همکاری او با علی دشتی شکل گرفته بود. او در زندان نیز بیکار ننشست و دو جلد از کتاب تاریخی تجارب‌الامم نوشتهٔ ابن مسکویه را از عربی به فارسی ترجمه کرد.
او در سال ۱۳۶۰ از اتهام نگارش کتاب ۲۳ سال تبرئه شد، اما اتهام اصلی وی ترجمه و نقد کتاب درس‌هایی دربارهٔ اسلام، اثر ایگناز گلدزیهر از اساتید دانشگاه بوداپست در ابتدای قرن ۲۰ عنوان شد. نقد بی‌طرفانه و نگاه علمی اسلام‌شناسانه منزوی،
منزوی پس از آزادی از زندان با این‌که تا حد زیادی تندرستی خود را از دست داده بود، کار علمی و تحقیقی را از سر گرفت. او به همکاری با دائرةالمعارف بزرگ اسلامی پرداخت و در کنار برادر خود، احمد منزوی، چندین سال به کار و تلاش در این مؤسسه ادامه داد.
علی‌نقی منزوی از سال ۱۳۸۴ پس از درگذشت همسرش به بیماری آلزایمر مبتلا شد و بدون کمک مستقیم و شبانه‌روزی دخترش دکتر پروین منزوی قادر به ادامه حیات نبود. او در روز سه‌شنبه ۲۷ مهرماه ۱۳۸۹ در سن ۸۹ سالگی در منزل خود در کوی سعادت‌آباد تهران درگذشت.

## آثار
- تصحیح و تعلیق بر الذریعه الی تصانیف الشیعه تألیف آقا بزرگ تهرانی در ۲۶ جلد (جلد ۹ در ۳ مجلد) و ۳ جلد اعلام.
- جلدهای اول و دوم فهرست نسخه‌های خطی کتابخانه مرکزی دانشگاه تهران.
- جلدهای ۱۱ تا ۱۶ فهرست نسخه‌های خطی کتابخانه مجلس شورای ملی (اسلامی).
- جلدهای اول و دوم فهرست نسخه‌های خطی کتابخانه مدرسه سپهسالار (شهید مطهری).
- تصحیح و انتشار الاشارات و التنبیهات ابن سینا.
- فرهنگ‌نامه عربی به فارسی، چاپ انتشارات دانشگاه تهران.
- ایضاح المقاصد فی شرح حکمه عین القواعد (تعلیقات و نشر حکمه العین دبیران قزوینی با شرح علامه حلی) با همکاری مشکات.
- فهرست الکتب و الرسائل تألیف مجدوع اسماعیلی، مقدمه و تصحیح و تعلیقات ع منزوی.
- قیام زنگیان در جنوب در سده سوم هجری و تأثیر آن در حقوق وفقه اسلامی.
- نامه‌های عین القضات همدانی در سه جلد همراه با شرح حال و آثار و افکار عین القضا.
- ابن کمونه و فلسفه فی النبوه (رساله دکتری در بیروت).
- تصحیح و انتشار تاریخ طبقات اعلام شیعه تألیف آقا بزرگ تهرانی در نه جلد.
- نظارت، تدوین و مقابله دفترهای لغت‌نامه دهخدا، حرف «ح»
- منجد الاعلام.
- ترجمه «درسهایی دربارهٔ اسلام» تألیف ایگناز گلدزیهر در دو جلد. مقدمه و تعلیقات ع منزوی.
- سیمرع و سی مرغ (خلاصه منطق طیر عطار نیشابوری، نمایشنامه در سه پرده).
- احسن التقاسیم فی معرفه الاقالیم تألیف مقدسی.
- ترجمه تجارب الامم ابن مسکویه (۳ جلد).
- معجم البلدان یاقوت حموی در ۵ جلد.
- علینقی منزوی مقالات فراوانی در مجلات دانش، فرهنگ نور، راهنمای کتاب، خواندنیها و غیره منتشر کرده یا به کنگره‌های علمی تقدیم نموده‌است.
- آثار علی‌نقی منزوی در بیش از یکصد و پنجاه مقاله و کتاب موجود است. فهرست آثار علینقی منزوی را می‌توان در سایت منزوی  دید. در آنجا از جمله حدود ۵۰ مقاله وی به صورت تصویر پی‌دی‌اف (PDF) به شرح زیر ارائه شده‌است:
- ابن کمونه و کتاب الابحاث عن الملل الثلاث(۱)
- ابن کمونه و کتاب الابحاث عن الملل الثلاث(۲)
- ابن کمونه و کتاب الابحاث عن الملل الثلاث(۳)
- احمد برقی پسر محمد صاحب محاسن
- احمد بن حسن بن حسن مادرانی
- ادبیات مقاومت فلسطین
- ادیب نطنزی
- اسلام در ایران از هجرت تا پایان قرن نهم ۱
- اسلام در ایران از هجرت تا پایان قرن نهم ۲
- اشراق در سدهٔ هفتم میلادی
- اشراق هندو ایرانی و نبوت اسرائیلی
- اشعریان قم
- امثال فارسی از کتاب شاهد صادق ۱
- ایران دوستی در سده‌های سوم و چهارم هجری
- برخی از مسائل مورد بحث مشترک در ایران پیش و پس از اسلام (حدوث یا قدم در کلام خدا)
- برخی از مسائل مورد بحث مشترک در ایران پیش و پس از اسلام
- بنیادهای مذهبی حکومت در ایران ساسانی
- جبر و اختیار
- برخی اندیشمندان ایرانی در سدهٔ سوم هجری
- پند اهل دانش و هوش (موش و گربه)
- پیشنهاد شما چیست؟ پیشنهاد یک نویسنده ایرانی برای اصلاح خط عرب
- تاریخ فهرست نگاری در ایران
- جمعه و یکشنبه
- جنبش بردگان زنگی ۱
- جنبش بردگان زنگی ۲
- حبر الامه
- حج‌نامه ۱
- حج‌نامه ۲
- حق‌الله و حق‌الناس
- خاندان‌های بزرگ ایران ساسانی در سده‌های آغازین پیروزی عرب
- داوری عین القضات میان ابن سینا و ابوسعید ابوالخیر
- دربارهٔ هنر نقاشی در ایران
- در پیرامون عرفان
- درس‌هایی دربارهٔ اسلام
- علی‌نقی منزوی (گفتگوها: مصاحبه علی دهباشی)
- دیدارها و ره آوردها
- دین و دولت در ایران نقش علما در دوره قاجار
- دین و سیاست در مذهب شیعه
- سانترالیزم در مذهب رسمی ساسانی
- ساقی‌نامه‌های خطی (عرفان در لباس بزم آرائی و به آهنگ رزمی)
- سهم ایرانیان در پایه‌گذاری تمدن و فرهنگ در چند قرن آغاز اسلام
- شرحی بر نمایشنامه سی مرغ و سیمرغ۱
- شرحی بر نمایشنامه سی مرغ و سیمرغ۲
- صوفیان بی سلسله
- عین‌القضات همدانی و نامه‌های او
- قاعده لطف و قانون صدور
- قانون نامه ابگار
- گنوسیسم اسلامی ایران از مرگ متوکل تا مرگ مکتفی
- گنوسیسم اسلامی ایران از مأمون تا معتضد
- نخستین برخورد اندیشه‌های فلسفی در ایران۲
- نقش برجسته و پیکره‌سازی در ایران